# كريستوفر جون (لاعب كرة قدم)
كريستوفر جون (ولد في 2 ديسمبر 2003) هو لاعب كرة قدم نيجيري محترف يلعب كجناح في نادي العربي.

## المسيرة الكروية
وقع كريستوفر مع نادي الداخلية في عام 2022، حيث لعب موسمًا واحدًا قبل أن ينتقل إلى نادي الزوراء في سبتمبر 2023 وفي نهاية الموسم تم إطلاق سراحه، ووقع مع نادي المسيمير. وبعد 5 أشهر خلال فترة التوقف بسبب كأس الخليج العربي 26، أجرى تجارب مع نادي العربي ووقع خلال فترة الانتقالات الشتوية.

## إحصائيات المهنة
النادي
آخر تحديث 21 مايو 2025.
عدد المباريات والأهداف حسب النادي والموسم والمسابقة
| النادي        | موسم          | الدوري                     | الدوري    | الدوري  | كوب       | كوب     | قارية     | قارية   | أخرى      | أخرى    | المجموع   | المجموع |
| النادي        | موسم          | قسم                        | التطبيقات | الأهداف | التطبيقات | الأهداف | التطبيقات | الأهداف | التطبيقات | الأهداف | التطبيقات | الأهداف |
| ------------- | ------------- | -------------------------- | --------- | ------- | --------- | ------- | --------- | ------- | --------- | ------- | --------- | ------- |
| سياح ويكي     | 2021-22       | الدوري النيجيري الممتاز    | 11        | 4       | 1         | 0       | —         | —       | 0         | 0       | 12        | 4       |
| الداخلية      | 2022-23       | الدوري المصري الممتاز      | 22        | 1       | 2         | 0       | —         | —       | 2         | 0       | 26        | 1       |
| الزوراء       | 2023–24       | دوري نجوم العراق           | 24        | 7       | 3         | 0       | 6         | 2       | 0         | 0       | 33        | 9       |
| المسيمير      | 2024–25       | دوري الدرجة الثانية القطري | 5         | 2       | 1         | 0       | —         | —       | 0         | 0       | 6         | 2       |
| العربي        | 2024–25       | الدوري الكويتي الممتاز     | 10        | 4       | 3         | 1       | 4         | 1       | 4         | 1       | 21        | 7       |
| إجمالي المهنة | إجمالي المهنة | إجمالي المهنة              | 72        | 18      | 8         | 1       | 10        | 3       | 8         | 1       | 108       | 23      |